# Damian Kordas
Damian Kordas (ur. 22 maja 1993 w Brzegu) – polski kucharz, youtuber i osobowość medialna. Z wykształcenia lekarz weterynarii.

## Życiorys
Od szóstego roku życia choruje na cukrzycę typu 1.
Ukończył medycynę weterynaryjną na Wydziale Medycyny Weterynaryjnej Uniwersytetu Przyrodniczego we Wrocławiu.
Dwukrotnie bez powodzenia startował w eliminacjach do programu kulinarnego TVN MasterChef Polska. W 2015 zwyciężył w finale czwartej edycji programu, zdobywając tytuł „najlepszego kucharza w Polsce”, czek o wartości 100 tys. zł. 15 grudnia 2015 nakładem wydawnictwa Burda Media Polska wydał własną książkę kucharską pt. „Moje pyszne inspiracje”, która była dodatkową nagrodą za wygraną w programie.
Od 2016 prowadzi program kulinarny Damian Kordas smakuje, który publikuje na swoim kanale w serwisie YouTube. W 2016 wydał kolejną książkę kucharską pt. „Ale ciacho”. W 2017 wystąpił w reklamie Oleju Wielkopolskiego oraz wydał trzecią książkę kucharską pt. „Superfood”.
W 2019 zwyciężył w finale czwartej edycji programu rozrywkowego TVN Agent – Gwiazdy i dziesiątej edycji programu rozrywkowego Polsatu Dancing with the Stars. Taniec z gwiazdami, w którym tańczył z Janją Lesar. Ponadto w 2019 współprowadził galę Miss Supranational 2019 i Sylwestrową Moc Przebojów 2019/2020 transmitowaną przez Telewizję Polsat.
W 2019 na festiwalu See Bloggers zdobył nagrodę #Hashtag Roku w kategorii Instagramer Roku.
W 2021 uczestniczył w trzeciej edycji programu rozrywkowego TVP2 Dance Dance Dance, w parze z Olą Nowak zajął 3. miejsce w półfinale.

## Publikacje
| Książki |                        |              |                    |
| Rok     | Tytuł                  | Data wydania | Wydawnictwo        |
| 2015    | Moje pyszne inspiracje | 15.12.2015   | Burda Media Polska |
| 2016    | Ale ciacho             | 28.09.2016   | Burda Media Polska |
| 2017    | Superfood              | 26.04.2017   | Burda Media Polska |